# コンカ・デッラ・カンパーニア
コンカ・デッラ・カンパーニア（伊: Conca della Campania）は、イタリア共和国カンパニア州カゼルタ県にある、人口約1,100人の基礎自治体（コムーネ）。

## 地理

### 位置・広がり

#### 隣接コムーネ
隣接するコムーネは以下の通り。
- ガッルッチョ
- マルツァーノ・アッピオ
- ミニャーノ・モンテ・ルンゴ
- プレゼンツァーノ
- ロッカモンフィーナ
- トーラ・エ・ピッチッリ

### 気候分類・地震分類
コンカ・デッラ・カンパーニアにおけるイタリアの気候分類 (it) および度日は、zona D, 1892 GGである。
また、イタリアの地震リスク階級 (it) では、zona 2 (sismicità media) に分類される。

## 行政

### 分離集落
コンカ・デッラ・カンパーニアには、以下の分離集落（フラツィオーネ）がある。
- Catailli, Cave, Orchi, Piantoli, Pisciariello, Potete, Tuoripunzoli, Vallecardi, Vezzara